# Mashua
El mashua (Tropaeolum tuberosum) és una espècie de planta perenne que es cultiva als Andes pel seu tubercle comestible. Als Andes és un dels aliments principals. Aquest tubercle és de gust força picant quan és cru, però aquest gust desapareix una vegada cuit. Està relacionat amb les caputxines ornamentals, que també són del gènere Tropaeolum.

## Noms alternatius
Aquesta planta de manera comuna es diu mashua al Perú i l'Equador, altres noms inclouen:
- Mashwa
- Maswallo
- Mazuko
- Mascho (Perú)
- Añu (a Perú i Bolívia)
- Isaño
- Cubio (a Colòmbia)
- Tuberous Nasturtium (en anglès)

## Cultiu

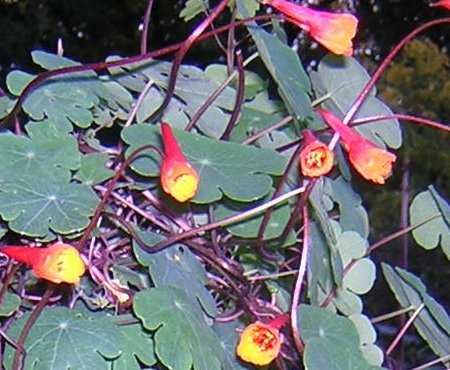
T. tuberosum

Aquesta planta creix amb vigor fins i tot en sòls marginals i en presència de males herbes. També està adaptada a l'agricultura de subsistència a gran altitud i proporciona alts rendiments de 30 tones per hectàrea a 3.000 m d'altitud, encara que en condicions de recerca científica aquest conreu ha arribat a donar 70 tones per hectàrea.
Té una extraordinària resistència a les plagues per insectes, nematodes i bacteris, cosa que s'atribueix als seus alts nivells d'isotiocianats. A Colòmbia es planta com a conreu acompanyant per a repel·lir les plagues en les patateres.

## Nutrició
Els tubercles tenen un 75% de matèria seca (els cereals en tenen un 40%).
La popularització del mashua pot estar limitada pel fet que té un gust molt fort i pel de tenir la reputació de ser una planta anafrodisíaca (el contrari de ser un afrodisíac). Aquesta fama ja era coneguda en temps dels conqueridors espanyols i esmentada pel cronista Cobo. Els estudis fets en rates mascles alimentades amb mashua van mostrar una caiguda del seu nivell de testosterona en un 45%.